# مؤتمر شعبي أساسي

إتحاد الجمهوريات العربية وشعار نبالة

المؤتمر الشعبي الأساسي هو كيان إداري يشكل قاعدة الهرم في نظام للحكم في ليبيا خلال فترة حكم معمر القذافي ويهدف إلى تطبيق الديمقراطية المباشرة من الشعب بديلا لنظام التمثيل النيابي المعمول به حاليا في معظم أنحاء العالم، وهو يقوم على أساس ان يحكم الشعب نفسه بنفسه. 
النظام نادى به العقيد معمر القذافي وهو مطبق في ليبيا منذ عام 1979، وحتى سقوط النظام الليبي عقب أحداث 17 فبراير 2011.
والمؤتمرات الشعبية الأساسية هي أداة تشريع وليست أداة تنفيذ؛ بينما التنفيذ موكل للجان الشعبية التي تختارها هذه المؤتمرات وتراقبها في أداء مهامها. 
تمارس المؤتمرات الشعبية الأساسية مهامها من خلال الاجتماعات الدورية المحددة مسبقا أو الطارئة التي تستدعيها ضرورة من الضرورات وهي تضم كل الموجودين في النطاق الإداري الواحد مثل المدن أو القرى، من الرجال والنساء ممن بلغوا سن الرشد أو التكليف. 

## كيفية عمل المؤتمرات
يجتمع المؤتمر الشعبي الأساسي المكون من المواطنين وفقا للضوابط التي تحددها أمانة مؤتمر الشعب العام ويختار المؤتمر أمانة له يصدر بتحديدها قرار من أمانة مؤتمر الشعب العام.
ويكون لكل مؤتمر شعبي أساسي أمانة تتكون من:
1. أمين المؤتمر الشعبي الأساسي.
2. الأمين المساعد للمؤتمر الشعبي الأساسي.
3. أمين شؤون اللجان الشعبية.
4. أمين شؤون المرأة.
5. أمين الشؤون الثقافية والتعبئة الجماهيرية

وتحدد أمانة مؤتمر الشعب العام آلية اختيار أمانة المؤتمر الشعبي الأساسي.
وتختص بما يلي:-
1. متابعة تنفيذ قرارات المؤتمر الشعبي الأساسي.
2. دعوة الكومونات المكونة للمؤتمر الشعبي الأساسي للاجتماع بالتنسيق مع أمانة المؤتمر الشعبي غير الأساسي.
3. تجميع وصياغة قرارات الكومونات التي يتكون منها المؤتمر الشعبي الأساسي.
4. متابعة أعضاء القطاعات بالمؤتمر الشعبي الأساسي. [1]